# Batalla de Okehazama
La batalla de Okehazama (桶狭間の戦い Okehazama-no-tatakai?) ocurrió en mayo de 1560. En esta batalla, Oda Nobunaga venció a Imagawa Yoshimoto, y se estableció como uno de los daimyō más importantes en el período Sengoku. Además, esta batalla fue la primera en una serie de campañas exitosas de conquistas militares de Nobunaga en el Japón.

## Antecedentes
El 12 de mayo de 1560, Yoshimoto Imagawa, con un ejército de 25.000 hombres, marchó desde Sunpu (Shizuoka) hacia Kioto. Tras entrar en los territorios del clan Oda en la provincia de Owari, tomó las fortalezas fronterizas de Washizu y Marune antes de acampar en un cañón boscoso conocido como Dengaku-hazama. Oda Nobunaga fue informado por sus exploradores, y dirigió a su ejército a posicionarse en un templo llamado Zenshōji.
Si Nobunaga hubiera decidido un ataque frontal, seguramente habría perdido la batalla, pues su ejército era superado en número en una relación de diez a uno por el de Imagawa. Por otro lado, defender Zenshōji atrincherados no era práctico, pues no podrían aguantar más que unos pocos días. En vista de esa situación, el líder de los Oda decidió un ataque sorpresa al campamento de Imagawa.

## Desarrollo de la batalla
Nobunaga dejó un pequeño grupo de soldados en el templo como señuelo, para llamar la atención del ejército enemigo y distraerlo de su fuerza principal, compuesta de unos 3000 hombres, que se estaba moviendo hacia su campamento de forma tortuosa a través de las colinas boscosas.
El ejército de Imagawa no esperaba un ataque, y no estaban en alerta gracias al increíble calor que estaba haciendo en ese momento. La posibilidad de que detectaran la aproximación de las fuerzas de Oda se desvaneció aún más por el repentino aguacero y tronada que cayeron mientras los atacantes hacían sus movimientos finales hacia el campamento.
Cuando el temporal pasó, los hombres de Oda entraron a montones en el campamento desde el norte, y los soldados de Imagawa, tomados completamente por sorpresa, huyeron en desorden. Al hacerlo, dejaron la tienda del comandante indefensa, mientras los soldados de Oda se acercaban más hacia ella. Yoshimoto Imagawa, ignorante de lo ocurrido, escuchó el ruido y salió de su tienda gritando a sus hombres que mantuvieran la compostura (pues creía que estaban ebrios) y regresaran a sus puestos. Cuando se dio cuenta, momentos más tarde, que los samurái ante él no eran los suyos, fue demasiado tarde: esquivó el ataque de lanza de un samurái, Hattori Koheita, pero fue decapitado por otro (Mori Shinsuke). La batalla apenas duró dos horas.

## Resultado
Con su líder muerto, y con solo dos de sus oficiales superiores vivos, los oficiales de Imagawa desertaron para unirse a otras fuerzas, y en poco tiempo la facción Imagawa fue destruida. La victoria de Nobunaga Oda fue considerada milagrosa, y probó ser el primer paso hacia su sueño de unificar Japón. Uno de los oficiales que desertaron de la facción Imagawa fue Motoyasu Matsudaira (quien más tarde sería conocido como Tokugawa Ieyasu) de la provincia de Mikawa, junto con Honda Tadakatsu. Matsudaira formó su propia facción en Mikawa, y más tarde se convertiría en aliado de Nobunaga Oda, y el último de los Grandes Unificadores.

## Batalla de Okehazama en la ficción
En el videojuego Onimusha Warlords, es el escenario donde, a diferencia de los sucesos de la realidad, aquí Nobunaga es asesinado por un flechazo certero en el cuello y después es revivido por unos demonios llamados Gemma. 
- Datos: Q349422
- Multimedia: Battle of Okehazama / Q349422